# Adnan Menderes

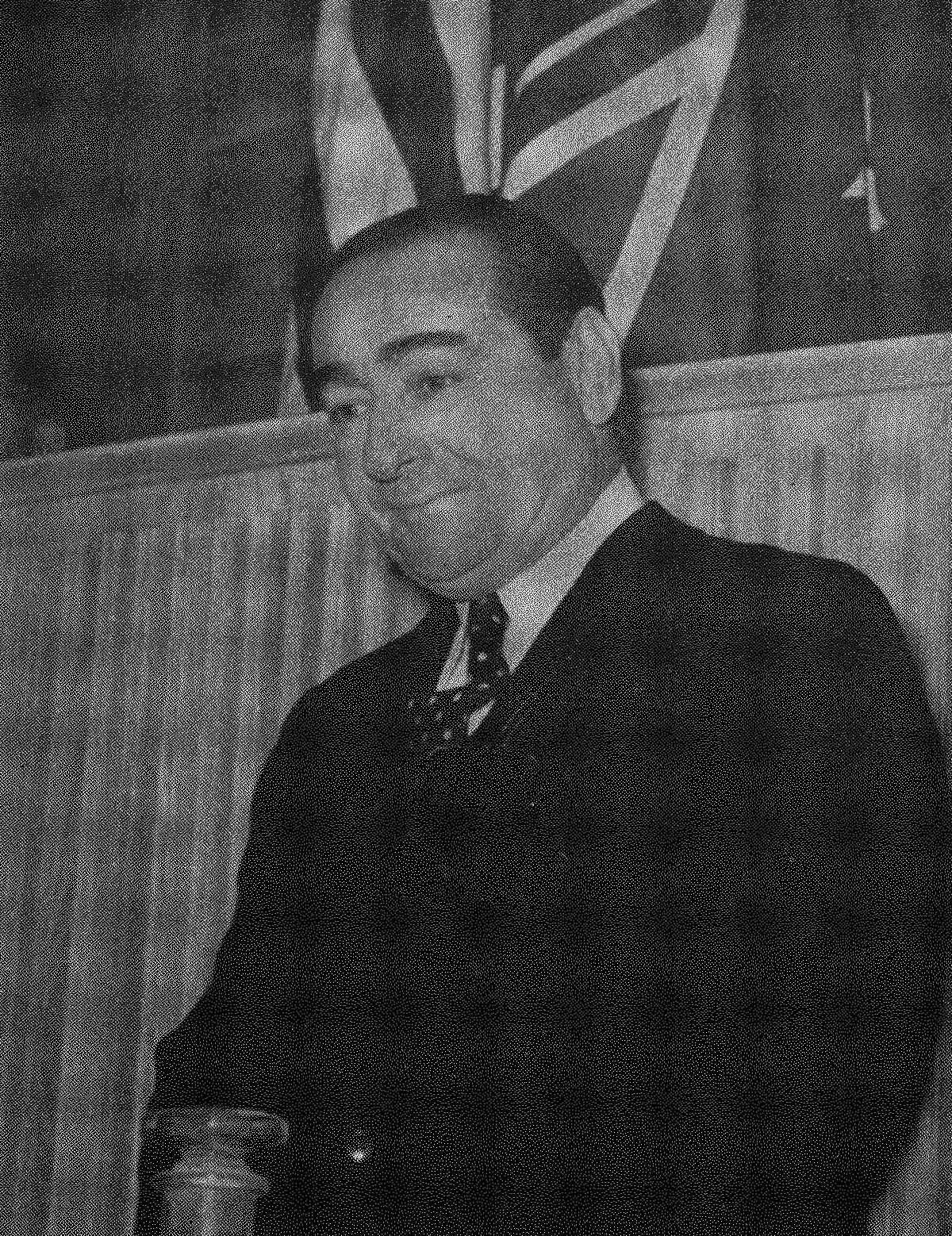
Adnan Menderes (1960)

Adnan Menderes (* 1899 in Aydın; † 17. September 1961 auf der Gefängnisinsel İmralı) war der erste aus freien Wahlen hervorgegangene Ministerpräsident der Türkei. Er regierte von 1950 an und wurde am 27. Mai 1960 durch das Militär gestürzt. Nach den Yassıada-Prozessen wurde er hingerichtet.

## Leben und Wirken
Adnan Menderes war der Sohn des Gutsbesitzers İbrahim Ethem aus Güzelhisar in der Provinz Aydın. In seiner Jugend spielte Menderes in den Fußballvereinen Karşıyaka SK und Altay Izmir. Er war Gymnasiast am American Collegiate Institute in Izmir.
Am 12. August 1930 trat er in die von Fethi Okyar gegründete Serbest Cumhuriyet Fırkası („Freie Republikanische Partei“, SCF) ein. Menderes organisierte die SCF in Aydın und wurde zum Provinzchef der SCF. Die Aufgabe der SCF sollte es sein, oppositionelle Stimmen zum bestehenden De-facto-Einparteiensystem aufzunehmen und in das System einzubinden. Nach einigen Monaten nahm man von diesem Versuch Abstand und löste die SCF auf. Danach trat er der Cumhuriyet Halk Partisi (Republikanische Volkspartei, CHP) bei und wurde Provinzchef in Aydın für die Partei.
Während der 4. Legislaturperiode (4. Mai 1931 – 23. Dezember 1934) der Großen Nationalversammlung der Türkei war er Abgeordneter der Provinz Aydın für die CHP. Sein Rechtsstudium absolvierte er in seiner Abgeordnetenzeit an der Fakultät für Rechtswissenschaften in Ankara und beendete es 1935. Während der 5. (1. März 1935 bis 27. Dezember 1938), 6. (3. April 1939 bis 15. Dezember 1943) und 7. Legislaturperiode (8. März 1944 bis 25. Dezember 1945) war er ebenfalls Abgeordneter der Provinz Aydın für die CHP. Am 25. Dezember 1945 wurde Adnan Menderes aus der CHP ausgeschlossen.
Am 7. Dezember 1945 gründete er mit Celâl Bayar, Refik Koraltan und Mehmet Fuat Köprülü die Demokratische Partei (DP), deren Vorsitzender er 1950 wurde. Die DP spielte eine wichtige Rolle beim Übergang vom Einparteiensystem – mit der Republikanischen Volkspartei als einziger Partei – zum Mehrparteiensystem. Bei der Parlamentswahl im Juli 1946 errang die DP lediglich 64 der 465 Sitze, wohl auch deshalb, weil die regierende Republikanische Volkspartei unter Ismet Inönü die Wahlen um ein Jahr vorgezogen hatte, um der DP wenig Zeit zum Aufbau zu geben. Während der 8. Legislaturperiode (5. August 1946 – 24. März 1950) war Menderes Abgeordneter der Provinz Kütahya für die DP.
Bei der Parlamentswahl am 14. Mai 1950, der ersten freien und unverfälschten Parlamentswahl, erhielt die DP 52,68 Prozent der Wählerstimmen und 408 der 487 Sitze; Menderes wurde zum Abgeordneten der Provinz Istanbul gewählt. Am 22. Mai 1950 bildete er als Ministerpräsident die erste Regierung Menderes; Mehmet Fuat Köprülü wurde Außenminister. Celâl Bayar wurde am selben Tag zum Staatspräsidenten gewählt.
Am 29. Mai 1950 stellte die neue Regierung ihr Programm vor, mit dem den Arbeitern das Streikrecht, den Journalisten ein freiheitliches Pressegesetz, den Steuerzahlern eine Senkung der Staatsausgaben und den Unternehmern die Überführung der staatseigenen Industrien in Privatbesitz versprochen wurde.

### 1950: Koreakrieg
Nachdem der Sicherheitsrat der Vereinten Nationen seine Mitgliedstaaten aufgerufen hatte, dem vom kommunistischen Nordkorea angegriffenen Südkorea zu Hilfe zu kommen, entschied die türkische Regierung, sofort Truppen zu entsenden. Menderes schuf mit dem Eintritt in den Koreakrieg eine politische Ausnahmesituation, da die moderne Türkei militärische Interventionen außerhalb des eigenen Landes bisher vermieden hatte. Der Außeneinsatz der Armee widersprach auch der türkischen Verfassung, da Menderes nicht die Zustimmung der Nationalversammlung eingeholt hatte. Die Opposition verurteilte das Vorgehen der neuen Regierung als Verfassungsbruch, während die türkische Öffentlichkeit positiv überrascht war.  Nachdem Köprülü am 25. Juli 1950 in einem Telegramm an UN-Generalsekretär Trygve Lie erklärt hatte, 4.500 Mann nach Korea entsenden zu wollen, entlud sich der Stolz vieler Türken in großer Begeisterung darüber, als erste Nation  nach den Vereinigten Staaten dem Aufruf der UNO gefolgt zu sein.  Der Schritt zur Teilnahme an dieser vom Sicherheitsrat beschlossenen UN-Mission war ein radikaler neuer Weg der Türkei. Das Ausland bewertete diesen als Zeichen für eine mutige, aktive und dynamische Außenpolitik der Regierung Menderes.  Die damalige Kriegsteilnahme war noch einige Jahrzehnte in der türkischen Innen- und Außenpolitik spürbar; die von Staatsgründer Kemal Atatürk verfolgte klare Neutralitätspolitik wurde verlassen. Die Sowjetunion kritisierte die Kriegsteilnahme der Türkei. Aus Furcht vor einem sowjetischen Angriff akzeptierte die Regierung nun umfangreiche militärische Hilfe aus den USA.
Als Beweggrund für den Koreaeinsatz äußerte Menderes 1951 gegenüber der türkischen Zeitung Vatan, die Türkei werde in den internationalen Beziehungen jetzt als Großmacht angesehen.

### Eindämmung des sowjetischen Expansionsdrangs
Ein weiteres wichtiges Ziel von Menderes’ Außenpolitik war die Eindämmung des sowjetischen Expansionswillens im Nahen und Mittleren Osten. Zusammen mit Griechenland und dem Iran bildete die Türkei damals das südliche Bollwerk gegen die Moskauer Politik. Der Orient hatte in der Vergangenheit lange im Machtbereich der Türkei gelegen. Hier war nun die Sowjetunion der Hauptrivale; sie gewährte seit längerem dem Mittleren Osten Hilfen aller Art. Die Regierung Menderes musste nun einen Weg finden, die „Rote Gefahr“, wie man die Sowjetunion in der Türkei damals nannte, in dieser Region ein- und zurückzudämmen, damit die Türkei letztendlich nicht eingekesselt werden konnte. Als erschwerend galten der alte Hass vieler arabischer Länder auf das ehemalige türkische Sultanat sowie die 1949 erfolgte Anerkennung des Staates Israel durch die vorherige Regierung Şemsettin Günaltay. Menderes sah diese Anerkennung als „außenpolitische Last“. Der Orientpolitik von Menderes war weniger Erfolg beschert. Eines seiner Ziele, arabische Länder in die NATO einzubinden bzw. eine Stabilitätsdiplomatie aufzubauen, scheiterte. Vielfach war es die Zwietracht der arabischen Länder untereinander, welche umfassende Lösungen unmöglich machte. Auch Ägypten erwies sich als Stolperstein.
Am 9. März 1951 wurde die zweite Regierung Menderes gebildet. Der bisherige Präsident Ismet Inönü wurde Oppositionsführer. Inönü lehnte das Angebot einiger Generale ab, die DP aufzulösen, um ihm die Rückkehr an die Macht zu ermöglichen. Auch in der 10. Legislaturperiode (14. Mai 1954 – 12. September 1957) wurde Menderes in Istanbul gewählt.
Menderes regierte die Türkei zehn Jahre lang. In dieser Zeit erlebte das Land anfangs einen raschen ökonomischen Aufschwung, der auf dem neuen Wirtschaftsliberalismus und starker ausländischer Unterstützung, insbesondere aus den USA, basierte. Seine Regierung modernisierte vor allem die Landwirtschafts-, Verkehrs-, Gesundheits-, Banken-, Energie-, Bildungs- und Versicherungssysteme. Die Türkei trat unter Menderes 1952 der NATO bei. Die damalige türkische Regierung war von der Wichtigkeit umfassender Beziehungen zu den USA überzeugt und bereit, dafür auch große Verpflichtungen einzugehen.
Am 17. Mai 1954 bildete er die dritte Regierung Menderes. In der 11. Legislaturperiode wurde Menderes zum letzten Mal ins Parlament gewählt. Am 24. Februar 1955 unterzeichneten die Türkei und der Irak ein Abkommen, dem wenig später Großbritannien, Pakistan und der Iran beitraten. Das Abkommen wurde zunächst als Baghdad-Pakt bezeichnet, aus dem sich dann 1959 unterstützt durch die USA die Central Treaty Organization entwickelte.

### Verhältnis zum Laizismus
Menderes forderte eine Rückbesinnung auf die islamische Tradition des Landes und hatte großen Rückhalt bei den Bewohnern der ländlichen Gebieten Anatoliens, denen die Reformen des Kemalismus zu weit gegangen waren. Dies alarmierte die Hüter des kemalistisch-laizistischen Erbes, die er als „besessene Reformisten“ bezeichnete.
Die Verordnung des Staatsgründers Mustafa Kemal Atatürk aus dem Jahre 1932, den islamischen Gebetsruf statt auf Arabisch in türkischer Sprache auszuführen, hob er auf.
Menderes erläuterte diese Reformen folgendermaßen:

„Wir haben unsere bis jetzt unterdrückte Religion von der Unterdrückung befreit. Ohne das Geschrei der besessenen Reformisten zu beachten, haben wir den Gebetsruf wieder auf das Arabische umgestellt, den Religionsunterricht an den Schulen eingeführt und im Radio die Rezitation des Koran zugelassen. Der türkische Staat ist muslimisch und wird muslimisch bleiben. Alles, was der Islam fordert, wird von der Regierung eingehalten werden.“

Die Regierung Menderes konnte aufgrund ihrer wirtschaftlichen Erfolge und der Zustimmung aus den religiösen Teilen der Bevölkerung die Wahlen von 1954 noch eindeutiger gewinnen als die vorhergehenden. Doch schon zu dieser Zeit zeigten sich massive politische und wirtschaftliche Fehlentwicklungen, welche zu einer schwelenden Missstimmung im Lande führten.

### 1955: Das Pogrom von Istanbul
In der Nacht vom 6. auf den 7. September 1955 ereignete sich das Pogrom von Istanbul, mit dem das griechisch-christliche Leben in der Metropole weitgehend erlosch. Dabei kam es zu staatlich organisierter Gewalt gegen die griechische Minderheit, von der aber auch andere christliche Minderheiten in Istanbul betroffen waren.
In der Folge des Pogroms verließen rund 100.000 Griechen ihre alte Heimat. Während 1945 fast 125.000 orthodoxe Griechen als Minderheit in Istanbul lebten, sank ihre Zahl als Folge des Pogroms von 1955 dramatisch. 1999 lebten noch 2.500 Griechen in der Türkei. Davon wohnten im Jahr 2006 noch 1.650 in Istanbul.
In welchem Ausmaß diese Ausschreitungen inszeniert wurden, um vom wirtschaftlichen Versagen der Regierung Menderes abzulenken, oder inwieweit es sich um eine zumindest teilweise spontane Antwort des Istanbuler Mobs auf Übergriffe der griechischen Zyprer auf türkische Zyprer handelte, ist strittig. Jedoch nennen alle Quellen eine Beteiligung, wenn nicht sogar Organisation des Pogroms durch die Regierung Menderes. Dieser Vorwurf war auch ein wichtiges Thema beim Prozess gegen Adnan Menderes nach seiner Absetzung durch die Armee.

### 1959: Zypernabkommen
Der anhaltende Zypernkonflikt stand auch während der 1950er Jahre im Mittelpunkt griechisch-türkischer Politik. Dieser hatte seine Wurzeln bereits in osmanischer Zeit und war durch den britischen Kolonialismus auf der Insel zusätzlich angeheizt worden. Neben tatsächlichen historischen nationalen und religiösen Spannungen wird heute die Ursache auch bei den jeweils herrschenden politischen und gesellschaftlichen Eliten gesucht, denen der Konflikt als herrschaftsstabilisierende Ideologie gelegen kam. Die in blutigen Gewaltakten mündende Eskalation ist daher auch eine Folge von jahrzehntelanger Propaganda, in der oft staatliche Stellen und Medien Hand in Hand gearbeitet haben.
Im September 1958 hatte der amtierende Erzbischof von Zypern, Makarios III., der als Ethnarch gleichzeitig politischer Repräsentant der griechisch-orthodoxen Christen war, erklärt, dass er bereit sei, den Status einer garantierten Unabhängigkeit für die Insel zu akzeptieren. Damit machte er den Weg für eine diplomatische Lösung des Konflikts frei. Während einer im Dezember 1958 tagenden NATO-Versammlung in Paris kamen die Vertreter Griechenlands, der Türkei und der ehemaligen Kolonialmacht Großbritannien zu ersten konkreten Besprechungen über die Zukunft der Insel zusammen. Im Anschluss kam es vom 6. bis 11. Februar 1959 in Zürich unter britischer Aufsicht zu Verhandlungen zwischen Adnan Menderes und seinem griechischen Amtskollegen Konstantin Karamanlis, welche sehr positiv verliefen. Bereits am 19. Februar 1959 konnten daher die Zypernabkommen der Öffentlichkeit vorgestellt werden, auf deren Grundlage eine Verfassung erarbeitet werden sollte. Die Unterzeichnung fand in London statt und wurde von den Ministerpräsidenten der Türkei, Griechenlands und Großbritanniens sowie den nationalen Vertretern Zyperns, Erzbischof Makarios III. und Fazıl Küçük, vorgenommen. In der Folge arbeiteten Rechtsexperten in Athen und Ankara mit britischer Unterstützung die Verfassung Zyperns aus, welche jedoch erst nach Menderes’ Verhaftung, am 6. August 1960 mit der Unabhängigkeitserklärung der Insel in Kraft trat. Diese Verfassung war jedoch so beschaffen, dass das Land weiterhin von den drei Mächten Türkei, Griechenland und Großbritannien kontrolliert wurde und eine eigene Regierungsbildung nicht vorgesehen war.

### Misstrauen, Misswirtschaft und EWG-Verhandlung
Am 30. November 1955 wurde der Regierung vom Parlament das Misstrauen ausgesprochen, weshalb Menderes als Ministerpräsident am 11. Dezember 1955 eine neue Regierung aus Mitgliedern der DP bilden musste.
Die anfänglich starke wirtschaftliche Expansion unter Menderes hatte nicht nur Gewinner. An den Peripherien der Großstädte bildeten sich zunehmend illegale Gecekondular. Das rasche Bevölkerungswachstum trieb die Ausgaben für Bildung und Infrastruktur in die Höhe. Der staatliche Anteil an den Investitionen stieg zwischen 1950 und 1960 von 40 Prozent auf 60 Prozent. In der Folge wuchs auch die Verschuldung der öffentlichen Hand. Der Verfall der Weltmarktpreise für landwirtschaftliche Erzeugnisse brachte das Wachstum 1953 zum Erliegen und führte zu einem ernsthaften Handelsbilanzdefizit. Überall im Land protestierten die Menschen gegen den drohenden wirtschaftlichen Abstieg. Menderes reagierte mit Preisfestsetzungen und verstärkter staatlicher Kontrolle der Ein- und Ausfuhr; diese Regelungen brachten aber keine rasche Hilfe für die Bevölkerung.
Bei der Parlamentswahl am 27. Oktober 1957
erhielt Menderes’ Partei DP nur noch 47,9 Prozent der Stimmen (minus 9,6 Prozentpunkte). Aufgrund des türkischen Mehrheitswahlrechts hatte die Regierung 69,5 Prozent der Parlamentssitze.
In der Politik standen sich die CHP und die DP unversöhnlich gegenüber. Die Regierung nutzte – wie zuvor die CHP – den staatlichen Rundfunk als Propagandainstrument und verabschiedete Gesetze, die die eigene Stellung stärkten. Sie beschränkte die Autonomie der Universitäten, verschärfte das Pressegesetz und ließ Zeitungen verbieten.
Ein wichtiges Ereignis in Menderes’ Regierungszeit war am 21. Juli 1959 der Antrag auf Assoziierung der Türkei mit der Europäischen Wirtschaftsgemeinschaft (EWG).
Das Assoziierungsabkommen EWG – Türkei wurde am 12. September 1963 unterzeichnet und trat am 1. Dezember 1964 in Kraft.

### Minderheitenpolitik
Die Türkei hielt sich nicht an die im 1923 geschlossenen Vertrag von Lausanne festgelegten Bedingungen für ethnische Minderheiten. Auch unter Menderes wurde beispielsweise die Assimilierungspolitik gegenüber den Kurden fortgesetzt. Kulturelle und ethnische Unterschiede zwischen Türken und Kurden wurden geleugnet; man versuchte, die Kurden als ein Turkvolk darzustellen. Staatliche Restriktionen sollten sicherstellen, dass die kurdische Kultur nicht gelebt werden konnte und keine Medien in kurdischer Sprache erschienen.
Am 5. September 1955 wurde ein Bombenanschlag auf das Geburtshaus des Staatsgründers Atatürk im griechischen Thessaloniki verübt. In den Monaten zuvor hatte die Presse mit Meldungen gegen Griechenland und die Istanbuler Griechen die Stimmung angeheizt.
In der Nacht vom 6. auf den 7. September 1955 kam es zu gewalttätige Ausschreitungen in Istanbul, Izmir und Ankara gegen die christliche, vor allem gegen die griechische Minderheit. Danach verließ ein Großteil der Armenier und Juden aus Angst vor einem weiteren Pogrom die Türkei Richtung Großbritannien, USA und Israel.
Menderes sagte vor dem türkischen Parlament, wegen der Zypern-Krise seien jugendliche Patrioten in Aufwallung geraten, aber die eigentlichen Drahtzieher der Gewalttaten seien Kommunisten.
Im Juli 1958 ermordeten irakische Militärs König Faisal II.; damit endete die irakische Haschimiten-Monarchie. Die neuen Machthaber gewährten den Kurden im Irak weitgehende Autonomie. Die daraus resultierende kurdische Euphorie griff auf die Türkei über; auch dort forderte die kurdische Bildungsschicht nun kulturelle Rechte. Daher ließ die Menderes-Regierung im Sommer 1959 49 kurdische Intellektuelle verhaften, die sich der Verschwörung und kulturellen Betätigung schuldig gemacht haben sollten. Man fand indes nur wenige kurdische Schriften zur Sprache, Literatur und Geschichte. Erst unter der türkischen Militärregierung von General Cemal Gürsel wurden die 49 Verhafteten nach dem Militärputsch 1960 unter dem Kriegsrecht verurteilt, aber 1965 wegen Verjährung freigelassen.

## Militärputsch und Gerichtsverfahren
Am 27. Mai 1960 übernahmen die türkischen Streitkräfte unblutig die Macht im Lande. Einer der offiziellen Gründe für den Staatsstreich war der Vorwurf, dass sich die Demokratische Partei über kurdische Stammesführer und Scheichs in ihren Reihen für einen verbotenen Regionalismus zugunsten der Kurden eingesetzt habe.
Unter General Cemal Gürsel, der später Präsident der Türkei wurde, bildete sich das Komitee der Nationalen Einheit. Die Demokratische Partei wurde verboten. Die Putschisten leiteten Gerichtsverfahren, die Yassıada-Prozesse, gegen Menderes und Funktionäre seiner Regierung und Partei ein, insgesamt 592 Menschen. Nach dem damaligen türkischen Strafgesetzbuch (tStGB) war die Todesstrafe gegen Personen möglich, „die die Verfassung zu ändern, ersetzen oder außer Kraft zu setzen anstreben“.
Menderes wurde unter anderem wegen der „Organisation antigriechischer Ausschreitungen im Jahre 1955“, der „Bedrohung des Lebens des früheren Präsidenten İsmet İnönü“, der „Organisation von Krawallen zur Zerstörung einer Zeitung“ und der Korruption angeklagt und am 15. September 1961 zusammen mit Celâl Bayar, Fatin Rüştü Zorlu, Hasan Polatkan und elf weiteren Vertretern der früheren Regierung wegen Hochverrats im Sinne des Verfassungsumsturzes nach Art. 146 Abs. 1 tStGB in der damaligen Fassung zum Tode verurteilt. Menderes selbst erschien nicht zur Urteilsverkündung, da er durch einen Selbstmordversuch mit Schlafmitteln (Equanil und Nembutal) geschwächt war (umstritten). 31 seiner Mitangeklagten wurden zu lebenslanger Haft verurteilt, 133 wurden freigesprochen und die Anklagen gegen fünf Mitangeklagte wurden abgewiesen. Die anderen erhielten unterschiedlich lange zeitlich begrenzte Haftstrafen.
Trotz starken internationalen Drucks beharrte die Junta auf der Vollstreckung des Todesurteils gegen Menderes. Am 17. September 1961 wurde er gehängt. Einen Tag zuvor waren Zorlu und Polatkan hingerichtet worden. Die übrigen Todesurteile wurden in lebenslange Haftstrafen umgewandelt. Bayar wurde aus Altersgründen verschont.

## Heutige Einschätzung in der Türkei

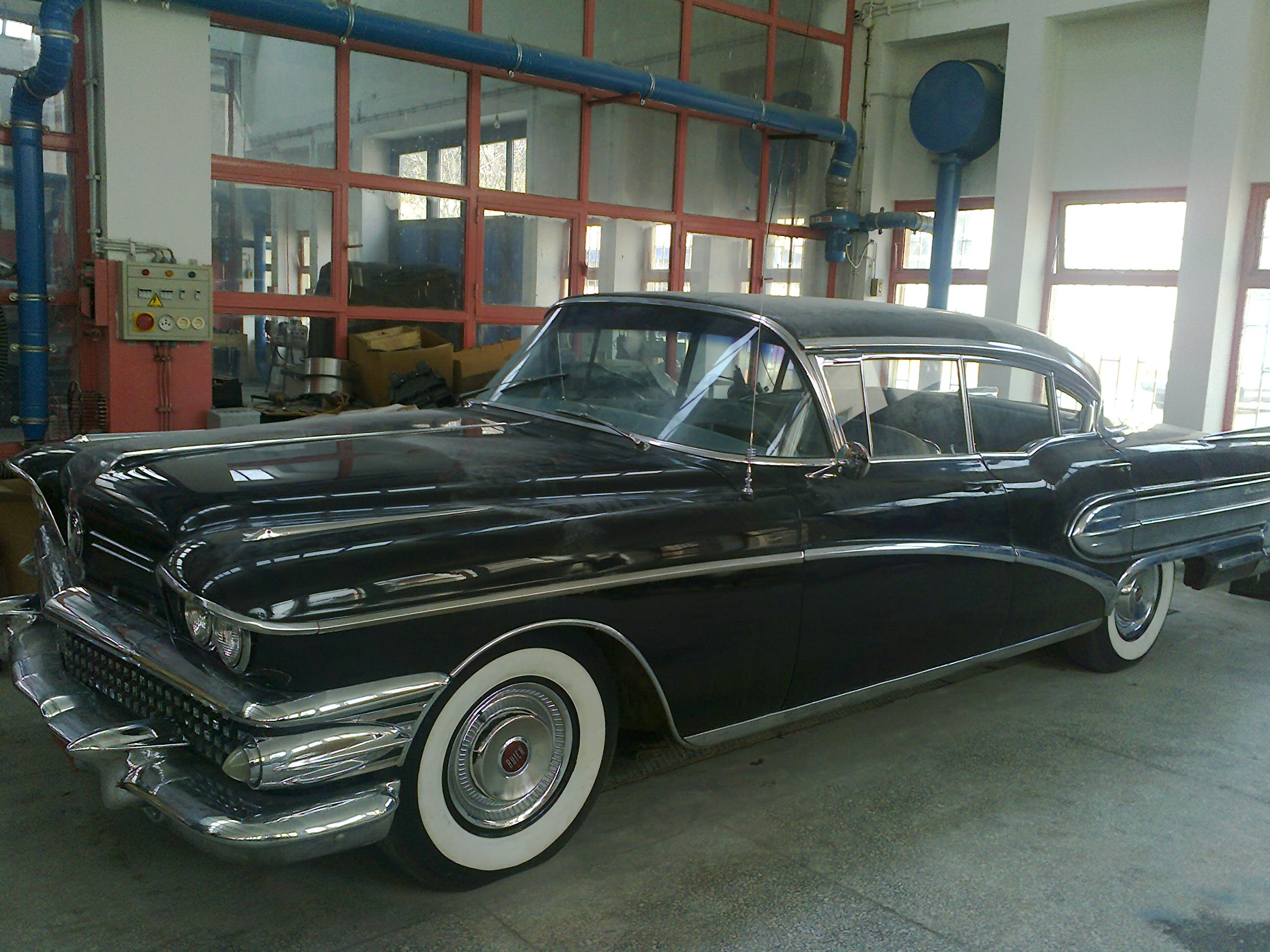
Das Auto von Menderes

Das Ansehen, das Menderes in der Türkei heute wieder genießt, wurde in der Vergangenheit besonders von Regierungsseite gefördert. Einige Türken kritisieren ihn jedoch aufgrund der Öffnung der türkischen Wirtschaft für die Weltmärkte oder auf Grund verschiedener autoritärer Handlungen, die er veranlasste. Anderen gilt er als Verfechter der Demokratie. Sein Verhalten zum Pogrom von Istanbul gegen die griechische Minderheit oder die Unterdrückung der Kurden ist dagegen in der Türkei kaum noch ein Thema.
Seit den 1980er Jahren wurden Straßen nach Menderes benannt. Mit einem Staatsakt wurden am 17. September 1990 in Istanbul seine Gebeine sowie die der beiden mithingerichteten Minister in ein speziell für diesen Zweck errichtetes monumentales Mausoleum, das Anıt Mezar, überführt. 1987 benannte man den internationalen Flughafen von Izmir nach ihm und gründete 1992 die Adnan Menderes Üniversitesi. 2006/2007 wurde sein Leben für eine türkische Fernsehserie verfilmt.
In der türkischen Serie Ben Onu Çok Sevdim ('I Loved Him So Much'), ab September 2013 von ATV gesendet, wurde auch eine Romanze zwischen Menderes und der Opernsängerin Ayhan Aydan (1924–2009) thematisiert.

## Auszeichnungen
- Deutschland: Großkreuz des Verdienstorden der Bundesrepublik Deutschland (1954)
- Italien: Großkreuz des Verdienstorden der Italienischen Republik (27. Januar 1955)[33]